# Воля-Гуловська
Воля-Гуловська (пол. Wola Gułowska) — село в Польщі, у гміні Адамув Луківського повіту Люблінського воєводства.
Населення — 328 осіб (2011).
У 1975-1998 роках село належало до Седлецького воєводства.

## Демографія
Демографічна структура станом на 31 березня 2011 року:
|          | Загалом | Допрацездатний вік | Працездатний вік | Постпрацездатний вік |
| -------- | ------- | ------------------ | ---------------- | -------------------- |
| Чоловіки | 158     | 29                 | 108              | 21                   |
| Жінки    | 170     | 26                 | 89               | 55                   |
| Разом    | 328     | 55                 | 197              | 76                   |